# Ace of Bases diskografi
Ace of Bases diskografi er diskografien for den svenske popgruppe Ace of Base. Gruppen er den tredje bedst sælgende gruppe fra Sverige efter ABBA og Roxette med et anslået salg på over 30 millioner albummer og 15 millioner singler solgt over hele verden. Dette er en liste med alle deres albums og singler udgivet, sammen med de højeste hitlistepositioner opnået i større territorier. Til dato har de udgivet fem studioalbum og otteogtyve singler.

## Albummer

### Studioalbummer
| Happy Nation                                                                | - Udgivet: 2. november 1992 - Pladeselskab: Edel-Mega - Formater: LP, CS, CD           | 3  | 9   | 3  | —  | 2 | 1  | 1  | 2   | 1  | —   | - AUS: Platin - AUT: Platin - FIN: Guld - FRA: Diamant - GER: 3x Platin - SWI: Platin - UK: 2x Platin |
| The Sign (Happy Nation U.S. Version)                                        | - Udgivet: 23. november 1993 - Pladeselskab: Arista - Formater: LP, CS, CD             | 3  | —   | 3  | 1  | — | —  | —  | 8   | —  | 1   | - AUT: Guld - CAN: Diamant - SWI: Platin - US: 9x Platin                                              |
| The Bridge                                                                  | - Udgivet: 27 October 1995 - Pladeselskab: Edel-Mega - Formater: LP, CS, CD            | 1  | 46  | 10 | 9  | 2 | 29 | 8  | 4   | 66 | 29  | - SWE: Guld - CAN: 2x Platin - FIN: Platin - FRA: Platin - GER: Guld - SWI: Platin - US: Platin       |
| Flowers                                                                     | - Udgivet: 15. juni 1998 - Pladeselskab: Edel-Mega - Formater: CS, CD                  | 5  | 217 | 15 | —  | 2 | 16 | 3  | 1   | 15 | —   | - SWI: Guld - UK: Silver                                                                              |
| Cruel Summer                                                                | - Udgivet: 25 August 1998 - Pladeselskab: Arista - Formater: CS, CD                    | —  | —   | —  | 23 | — | —  | —  | —   | —  | 101 | - CAN: Guld                                                                                           |
| Da Capo                                                                     | - Udgivet: 30 September 2002 - Pladeselskab: Edel-Mega - Formater: CS, CD              | 25 | —   | 61 | —  | — | —  | 48 | 23  | —  | —   | |
| The Golden Ratio                                                            | - Udgivet: 24. september 2010 - Pladeselskab: Universal Music - Formater: CD, Download | —  | 108 | —  | —  | — | —  | 20 | 100 | —  | —   | |
| "—" angiver at den ikke kom på hitlisten eller ikke blev udgivet i området. |                                                                                        |    |     |    |    |   |    |    |     |    |     | |

### Kompileringsalbummer
| Singles of the 90s                                                          | - Udgivet: 15. november 1999 - Pladeselskab: Edel-Mega     | 36 | 244 | 32 | —  | 29 | 25 | 21 | 35 | 14 | 62 |
| Greatest Hits                                                               | - Udgivet: 21. marts 2000 - Pladeselskab: Arista           | —  | —   | —  | —  | —  | —  | —  | —  | —  | —  |
| The Collection/All That She Wants                                           | - Udgivet: 14 October 2002 - Pladeselskab: Universal Music | —  | —   | —  | —  | —  | —  | —  | —  | —  | —  |
| Platin & Guld Collection                                                    | - Udgivet: 6 May 2003 - Pladeselskab: Arista               | —  | —   | —  | —  | —  | —  | —  | —  | —  | —  |
| The Hits                                                                    | - Udgivet: 2004 - Pladeselskab: Gallo                      | —  | —   | —  | —  | —  | —  | —  | —  | —  | —  |
| Platin & Guld                                                               | - Udgivet: 10. marts 2010 - Pladeselskab: Warner           | —  | —   | —  | 26 | —  | —  | —  | 6  | —  | —  |
| Hidden Gems                                                                 | - Udgivet: 6. marts 2015 - Pladeselskab: Playground        | —  | —   | —  | —  | —  | —  | —  | —  | —  | —  |
| "—" angiver at den ikke kom på hitlisten eller ikke blev udgivet i området. |                                                            |    |     |    |    |    |    |    |    |    |    |

### Boksæt
| Titel                               | Albumdetaljer                                                             |
| ----------------------------------- | ------------------------------------------------------------------------- |
| Ace of Base – Exclusive Fan Edition | - Udgivet: 30. juni 2003 - Pladeselskab: Polydor - Format: CD/DVD         |
| The Ultimate Collection             | - Udgivet: 19. juli 2005 - Pladeselskab: Universal Music - Format: CD     |
| Greatest Hits                       | - Udgivet: 14.. november 2008 - Pladeselskab: Playground - Format: CD/DVD |

## EP'er
| Cruel Summer (Rico Bernasconi vs Ace of Base)                               | - Udgivet: 5. september 2009 - Pladeselskab: Warner - Formater: CD, 12" Download | 69 |
| All That She Wants (Remixed)                                                | - Udgivet: 7. juli 2014 - Pladeselskab: Playground - Formater: Download          | —  |
| "—" angiver at den ikke kom på hitlisten eller ikke blev udgivet i området. |                                                                                  |    |

## Singler
| År                                                                          | Titel                           | Højeste hitlisteplacering | Højeste hitlisteplacering | Højeste hitlisteplacering | Højeste hitlisteplacering | Højeste hitlisteplacering | Højeste hitlisteplacering | Højeste hitlisteplacering | Højeste hitlisteplacering | Højeste hitlisteplacering | Højeste hitlisteplacering | Certifikationer                                                                   | Album                 |
| År                                                                          | Titel                           | SWE                       | AUS                       | AUT                       | CAN                       | FIN                       | FRA                       | GER                       | SWI                       | UK                        | US                        | Certifikationer                                                                   | Album                 |
| --------------------------------------------------------------------------- | ------------------------------- | ------------------------- | ------------------------- | ------------------------- | ------------------------- | ------------------------- | ------------------------- | ------------------------- | ------------------------- | ------------------------- | ------------------------- | --------------------------------------------------------------------------------- | --------------------- |
| 1992                                                                        | "Wheel of Fortune"              | —                         | —                         | —                         | —                         | —                         | —                         | —                         | —                         | —                         | —                         |                                                                                   | Happy Nation/The Sign |
| 1992                                                                        | "All That She Wants"            | 3                         | 1                         | 1                         | 1                         | 4                         | 2                         | 1                         | 1                         | 1                         | 2                         | - AUS: 2× Platin - AUT: Guld - FRA: Guld - GER: 3x Guld - UK: Platin - US: Platin | Happy Nation/The Sign |
| 1993                                                                        | "Wheel of Fortune" (re-release) | 39                        | —                         | 6                         | —                         | 15                        | 21                        | 4                         | 5                         | 20                        | —                         | - GER: Guld                                                                       | Happy Nation/The Sign |
| 1993                                                                        | "Happy Nation"                  | 4                         | 80                        | 6                         | —                         | 1                         | 1                         | 7                         | 23                        | 40                        | —                         | - FRA: Silver - GER: Guld                                                         | Happy Nation/The Sign |
| 1993                                                                        | "Waiting for Magic"             | 19                        | —                         | —                         | —                         | 5                         | —                         | —                         | —                         | —                         | —                         |                                                                                   | Happy Nation/The Sign |
| 1993                                                                        | "The Sign"                      | 2                         | 1                         | 3                         | 1                         | 1                         | 5                         | 1                         | 4                         | 2                         | 1                         | - AUS: Platin - AUT: Guld - GER: Platin - UK: Guld - US: Platin                   | Happy Nation/The Sign |
| 1994                                                                        | "Don't Turn Around"             | 11                        | 19                        | 8                         | 1                         | 3                         | 17                        | 6                         | 14                        | 5                         | 4                         | - GER: Guld - US: Guld                                                            | Happy Nation/The Sign |
| 1994                                                                        | "Living in Danger"              | 28                        | 103                       | 19                        | 7                         | —                         | 36                        | 23                        | 26                        | 18                        | 20                        |                                                                                   | Happy Nation/The Sign |
| 1995                                                                        | "Lucky Love"                    | 1                         | 30                        | 14                        | 6                         | 1                         | 9                         | 13                        | 19                        | 20                        | 30                        |                                                                                   | The Bridge            |
| 1995                                                                        | "Beautiful Life"                | 22                        | 11                        | 24                        | 3                         | 3                         | 10                        | 20                        | 33                        | 15                        | 15                        | - AUS: Guld                                                                       | The Bridge            |
| 1996                                                                        | "Never Gonna Say I'm Sorry"     | 24                        | 79                        | 38                        | 70                        | 17                        | 41                        | 44                        | —                         | —                         | 106                       |                                                                                   | The Bridge            |
| 1998                                                                        | "Life Is a Flower"              | 5                         | —                         | 15                        | —                         | 3                         | 16                        | 20                        | 18                        | 5                         | —                         | - SWE: Guld - UK: Silver                                                          | Flowers/Cruel Summer  |
| 1998                                                                        | "Cruel Summer"                  | 33                        | 59                        | 28                        | 6                         | 11                        | 24                        | 28                        | 21                        | 8                         | 10                        | - US: Guld                                                                        | Flowers/Cruel Summer  |
| 1998                                                                        | "Whenever You're Near Me"       | —                         | —                         | —                         | 51                        | —                         | —                         | —                         | —                         | —                         | 76                        |                                                                                   | Flowers/Cruel Summer  |
| 1998                                                                        | "Travel to Romantis"            | —                         | —                         | —                         | —                         | —                         | —                         | 61                        | —                         | —                         | —                         |                                                                                   | Flowers/Cruel Summer  |
| 1998                                                                        | "Always Have, Always Will"      | —                         | 61                        | 29                        | —                         | —                         | —                         | 47                        | —                         | 12                        | —                         |                                                                                   | Flowers/Cruel Summer  |
| 1999                                                                        | "Everytime It Rains"            | —                         | —                         | —                         | —                         | —                         | —                         | —                         | —                         | 22                        | —                         |                                                                                   | Flowers/Cruel Summer  |
| 1999                                                                        | "Cecilia"                       | —                         | —                         | —                         | —                         | —                         | —                         | —                         | —                         | —                         | —                         |                                                                                   | Flowers/Cruel Summer  |
| 1999                                                                        | "C'est la Vie (Always 21)"      | 38                        | —                         | —                         | —                         | 11                        | —                         | 64                        | 100                       | —                         | —                         |                                                                                   | Singles of the 90s    |
| 2000                                                                        | "Hallo Hallo"                   | —                         | —                         | —                         | —                         | 12                        | —                         | 99                        | —                         | —                         | —                         |                                                                                   | Singles of the 90s    |
| 2002                                                                        | "Beautiful Morning"             | 14                        | —                         | 47                        | —                         | —                         | —                         | 38                        | 32                        | —                         | —                         |                                                                                   | Da Capo               |
| 2002                                                                        | "The Juvenile"                  | —                         | —                         | —                         | —                         | —                         | —                         | 78                        | —                         | —                         | —                         |                                                                                   | Da Capo               |
| 2002                                                                        | "Unspeakable"                   | 45                        | —                         | —                         | —                         | —                         | —                         | 97                        | —                         | —                         | —                         |                                                                                   | Da Capo               |
| 2009                                                                        | "Wheel of Fortune 2009"         | —                         | —                         | —                         | —                         | —                         | —                         | —                         | —                         | —                         | —                         |                                                                                   | Greatest Hits         |
| 2010                                                                        | "All for You"                   | —                         | —                         | —                         | —                         | —                         | —                         | 38                        | —                         | —                         | —                         |                                                                                   | The Gulden Ratio      |
| 2015                                                                        | "Would You Believe"             | —                         | —                         | —                         | —                         | —                         | —                         | —                         | —                         | —                         | —                         |                                                                                   | Hidden Gems           |
| "—" angiver at den ikke kom på hitlisten eller ikke blev udgivet i området. |                                 |                           |                           |                           |                           |                           |                           |                           |                           |                           |                           |                                                                                   |                       |